# 约翰·科尼尔斯
小约翰·詹姆斯·科尼尔斯（英語：John James Conyers Jr.，1929年5月16日—2019年10月27日），美国民主党政治人物，曾是密歇根州第13国会选区的联邦众议员。他自1965年起便一直是联邦众议员，为众议院内在任时间最长的议员，使他成为众议院院长。
科尼尔斯的前妻莫妮卡·科尼尔斯曾任底特律市议会临时议长。两人于2015年离婚。
科尼爾斯於2017年12月5日宣佈辭職，即日生效。
2019年10月27日，科尼爾斯逝世，享年90歲。